# Goldwyn Girls

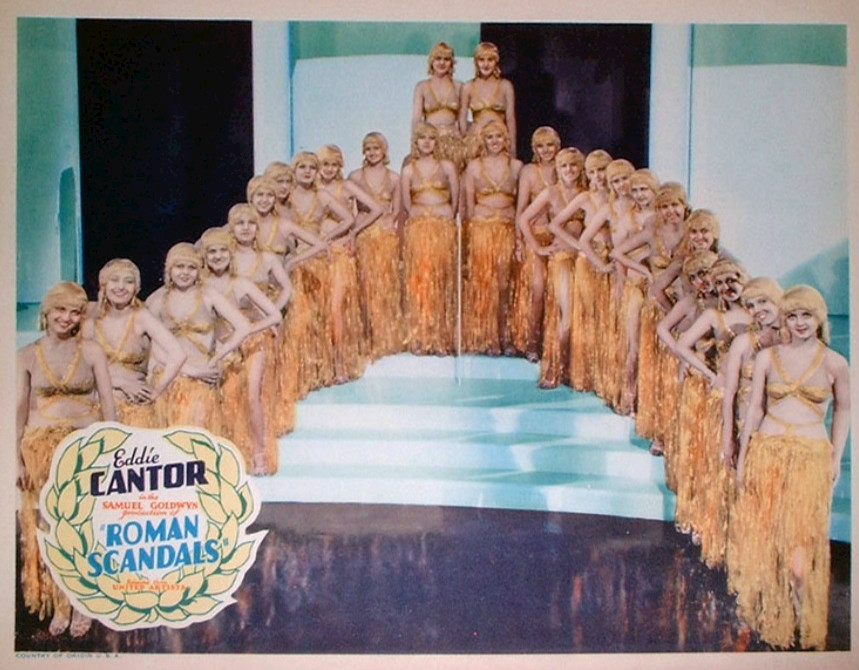
Goldwyn Girls no filme de 1933, Roman Scandals.

As Goldwyn Girls foram uma companhia de dançarinas criada por Samuel Goldwyn. Foi o ponto inicial na carreira de muitas atrizes, dançarinas e modelos que se tornaram famosas como Lucille Ball, Virginia Bruce, Claire Dodd, Paulette Goddard, Betty Grable, Virginia Grey, June Kirby, Virginia Mayo, Joi Lansing, Barbara Pepper, Marjorie Reynolds, Ann Sothern, Larri Thomas, Toby Wing ou Jane Wyman.

## Filmografia parcial
- 1930: Whoopee!
- 1931: Palmy Days; Kiki
- 1932: The Kid from Spain
- 1933: Roman Scandals
- 1934: Kid Millions
- 1936: Strike Me Pink
- 1938: The Goldwyn Follies
- 1944: Up in Arms
- 1944: The Princess and the Pirate
- 1946: The Kid from Brooklyn